# Apterornebius chong
Apterornebius chong är en insektsart som beskrevs av Sigfrid Ingrisch 2006. Apterornebius chong ingår i släktet Apterornebius och familjen Mogoplistidae. Inga underarter finns listade i Catalogue of Life.